# Ida regénye (regény)
Az Ida regénye Gárdonyi Géza műve. Először 1920 áprilisától közölte folytatásokban a Pesti Hírlap; könyvben 1924-ben jelent meg először.

## Cselekmény

### Első rész
Budapest az első világháború előtt. Balogh Csaba dzsentriszármazású, nagyratörő fiatal festő, aki hírnévről álmodozik, de egyelőre csak újságíróskodásra futja. Terveit teljességgel felforgatja sógorának eladósodása, ami Csaba húgának jövőjét, a családi földet és házat is veszélyezteti. Ekkor hirtelen reménysugár fénylik föl: egy apróhirdetésben egy Ó Péter nevű úr férjet keres a lányának, 300 000 koronás hozománnyal. Csaba először bizalmatlan, de aztán mégis jelentkezik a hirdetésre.

### Második rész
Ida, Ó Péter borkereskedő egyetlen leánya édesanyja halála után egy budapesti zárdában nőtt fel. Édesapja csak egyszer egy évben látogatja meg, és sosem viszi haza. A fiatal lány viszont szerelemről, házasságról álmodozik, éppen ezért éri villámcsapásként, hogy apja azt kívánja: az érettségi után is maradjon a zárdában. Ida először tanárnőként dolgozik az apácák között, de végül el kell hagynia az iskolát, amikor védelmébe veszi az egyik növendéket, aki tiltott szerelmes levelet kapott.
A hazatérő Idának lassanként rá kell jönnie, hogy édesapja meglehetősen léha életet él, nagyokat dorbézol és sűrűn váltogatja a szeretőit. A leányt különösen boldogtalanná teszi, hogy egy gyerekkori játszópajtása, a színinövendék Nóra (eredetileg Bogár Ella) is bekerült ebbe a körbe. Az apa számára is egyre elviselhetetlenebb lánya jelenléte – különösen, miután bejelentette neki, hogy Nórát feleségül akarja venni. Végül úgy dönt: apróhirdetés útján adja férjhez.

### Harmadik rész
Ida elfogadja a házasságot Balogh Csabával, de kiköti, hogy az csak látszatházasság lehet. Ó Péter viszont együttéléshez köti a hozomány nagy részének kifizetését, ezért Ida és Csaba „szerződést” kötnek: együtt élnek ugyan, de végig „idegenek” maradnak egymásnak, tartják a távolságot. Az ifjú pár Münchenbe költözik, ahol a fiatalasszony megismerkedik férje festő barátaival, és gyorsan beilleszkedik azok vidám életébe. Eközben a fiatalok akaratuk ellenére mind közelebb kerülnek egymáshoz, különösen az után, hogy Ida ihletésére Csabának sikerül megfestenie nagy művét, a Haldokló angyalt.
Szerelmük kibontakozását félreértések gátolják: Csabának az gyanús, hogy miért is távolították el feleségét a zárdából, mert nem ismeri annak okát, Ida pedig férje húgára, Jolánra féltékeny, mert Csaba szeretőjének hiszi. Végül a fiatal pár visszatér Budapestre, ahol tisztázódnak a félreértések: Ida és Csaba végre valódi házasságban élhet…

## Adaptáció
A regényből 1934-ben filmet forgattak Ágay Irén, Jávor Pál és Rajnai Gábor főszereplésével. A filmben a férfi főszereplőt nem Csabának, hanem Jánosnak hívják.
Tévéfilm is készült belőle 1974-ben. A kétrészes filmet Félix László rendezte; főszereplői: Venczel Vera, Oszter Sándor, Nagy Attila.
A mű harmadik filmváltozatát Goda Krisztina rendezte Mentes Júlia, Rohonyi Barnabás és Hevér Gábor főszereplésével. A tévéfilmet  2022. december 23-án mutatták be.